# Louis-Mathieu Langlès

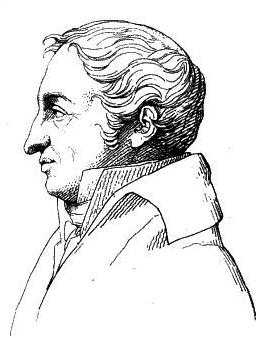
Louis-Mathieu Langlès.

Louis-Mathieu Langlès, född den 23 augusti 1763 i Pérennes, död den 28 januari 1824 i Paris, var en fransk orientalist.
Langlès, som var medlem av Franska institutet, hade väsentlig del i upprättandet av École spéciale des langues orientales (1795) i Paris. Han var skolans förste föreståndare samt undervisade där i persiska och malajiska. Langlès utgav bland annat Instituts politiques et militaires de Tamerlan (1787; översättning från persiskan).